# Вулька-Смошевська
Вулька-Смошевська (пол. Wólka Smoszewska) — село в Польщі, у гміні Закрочим Новодворського повіту Мазовецького воєводства.
Населення — 223 особи (2011).
У 1975-1998 роках село належало до Варшавського воєводства.

## Демографія
Демографічна структура станом на 31 березня 2011 року:
|          | Загалом | Допрацездатний вік | Працездатний вік | Постпрацездатний вік |
| -------- | ------- | ------------------ | ---------------- | -------------------- |
| Чоловіки | 110     | 21                 | 78               | 11                   |
| Жінки    | 113     | 18                 | 73               | 22                   |
| Разом    | 223     | 39                 | 151              | 33                   |